# Santa Maria Valley AVA
Santa Maria Valley AVA ist ein seit dem 5. August 1981 anerkanntes Weinbaugebiet im US-Bundesstaat Kalifornien und Teil der überregionalen Central Coast AVA.

## Lage
Die Rebflächen verteilen sich dabei auf die Verwaltungsbezirke Santa Barbara County und San Luis Obispo County.

## Geschichte
Das Anbaugebiet verfügt über eine vergleichsweise lange Geschichte in diesem Teil Kaliforniens. Rebflächen sind bereits seit den 1830er Jahren schriftlich dokumentiert. Ab den 1960er Jahren wurden bedeutende Neuanpflanzungen vorgenommen und die Region diente Grosskellereien anderer Anbaugebiete als Traubenlieferant. Durch die Gründung der Herkunftsbezeichnung siedelten sich auch selbstvermarktende Winzer an. Mittlerweile liegt die bestockte Rebfläche bei 3000 Hektar (dies entspricht in etwa der Größe des deutschen Anbaugebiets Rheingau).

## Geographie
Das Tal Santa Maria Valley öffnet sich im Westen zum Pazifischen Ozean. Das Gelände steigt dabei von 60 m ü. NN in der Nähe des U.S. Highway 101 bis auf 980 m ü. NN auf dem Tepusquet Peak an. Die Rebflächen liegen dabei im Talgrund auf einer Höhe von 90 m ü. NN oder aber bis auf 240 m in den Hanglagen. Der Boden besteht aus einer Mischung von sandigem und tonhaltigem Lehm.

## Klima
Durch die Öffnung des Tals zum Ozean können die morgendlichen Nebel ungehindert in das Tal einströmen und sorgen auf diese Weise für ein in dieser Lage ungewöhnlich kühles Klima. Insbesondere die Weinberge in der Talsohle werden auf diese Weise gekühlt während die Weinberge an den Hängen besser von der Sonneneinstrahlung profitieren und somit für spätreifende Rebsorten geeignet sind. Das langsame Heranreifen der Reben unter dem Einfluss des trockenen aber frischen Klimas sorgt für die Ausbildung sehr aromatischer Beeren.

## Rebsorten
Das Tal ist für den Anbau der frühreifenden Rebsorten Pinot Noir, Syrah, Chardonnay und Pinot Blanc bekannt, die in diesem eher kühlen Klima gut gedeihen.